# Elaine Showalter
Elaine Showalter, född Cottler 21 januari 1941 i Boston, Massachusetts, är en amerikansk feministisk litteraturforskare. 
Showalter var professor i engelska vid Princeton University 1984–2003. Hon har utvecklat teorier om en specifikt kvinnlig litterär tradition och introducerat begreppet gynocritics för att lyfta fram studiet av kvinnliga författare. Hon har inspirerat den feministiska litteraturforskningen, inte minst i Skandinavien.